# Roberto Battaglia
Roberto Battaglia (Milánó, 1909. június 23. – Milánó, 1986. augusztus 26.) olimpiai és világbajnok olasz párbajtőrvívó.